# Economy Act
L’Economy Act ou Economy Act Agreement for Purchasing Goods or Services (« Accord de la Loi sur l'Économie pour l'acquisition de Biens ou de Services ») est une loi américaine adoptée par le Congrès le 14 mars 1933 dans le cadre du New Deal de Franklin D. Roosevelt. La loi visait à équilibrer le budget fédéral en diminuant les salaires des fonctionnaires, ainsi que les pensions versées aux vétérans et personnes âgées. Elle réduit également le budget des différents ministères (Departments). Près d'un milliard de dollars fut économisé grâce à cette mesure. Cependant, Roosevelt se rendit rapidement compte que cette loi était difficilement conciliable avec les importantes dépenses que son New Deal imposait; son concepteur, le secrétaire au Budget, Lewis Douglas démissionna alors.